# FirstGroup

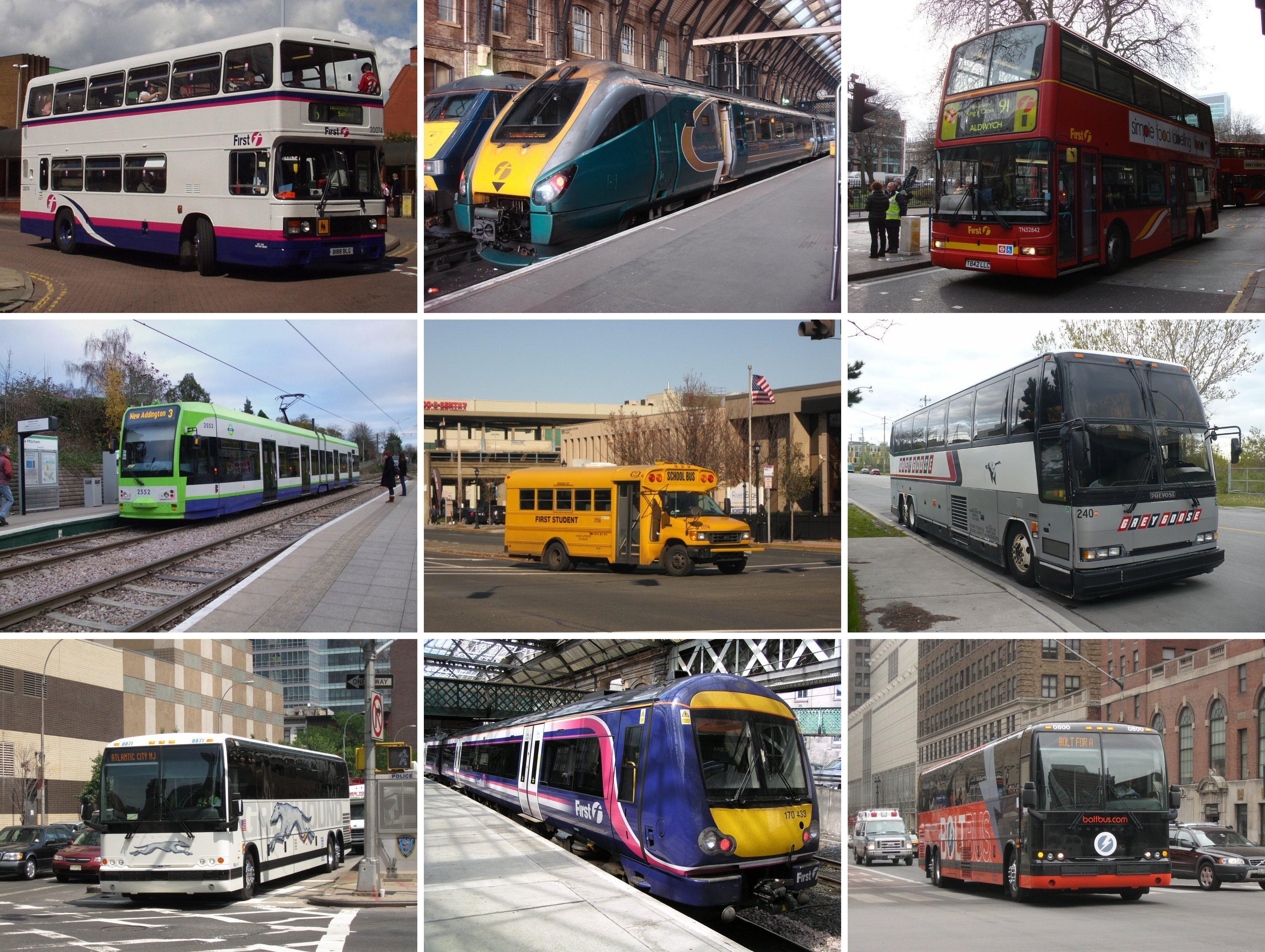
Formas de transporte ofrecidas por la compañía.

FirstGroup plc (LSE: FGP) es una compañía de transporte escocesa que opera en el Reino Unido, Irlanda y América del Norte y cuya sede principal se encuentra en la ciudad de Aberdeen. Se encuentra en la lista de la Bolsa de Londres y es uno de los FTSE 100.